# Oedipoda tincta
Oedipoda tincta är en insektsart som beskrevs av Walker, F. 1870. Oedipoda tincta ingår i släktet Oedipoda och familjen gräshoppor. Inga underarter finns listade i Catalogue of Life.